# The Monty Python Matching Tie and Handkerchief
The Monty Python Matching Tie and Handkerchief (La corbata y el pañuelo a juego de Monty Python) es el cuarto álbum del grupo de comedia Monty Python, lanzado en 1973. La mayor parte del material fue escrito expresamente para el álbum, junto con un puñado de bocetos de la tercera temporada de Flying Circus, uno de la segunda ("Bruces") y otro de la primera ("Pet Conversions"). Una vez más, Neil Innes se unió al equipo, proporcionando un trío de parodias de música rock para "The Background To History". El álbum fue mezclado y editado en un cobertizo de jardín perteneciente al padre del productor Andre Jacquemin.
Las primeras ediciones se diseñaron para parecerse a una caja conteniendo una corbata y un pañuelo, aparentando que el disco era un objeto envuelto para ser regalado a alguien. También era notable por su grafismo interior, que era visible a través de una ventana recortada en la cubierta exterior del álbum. Parecía ser un simple objeto artístico diseñado por Terry Gilliam, pero cuando se retiraba la funda exterior, se podía ver que la corbata y el pañuelo en realidad eran parte de un dibujo caricaturesco de un hombre ahorcado. Una segunda carátula interior presentaba los créditos del álbum y el texto del boceto "The Background To History". El disco lanzado en los EE. UU. tenía un diseño de cubierta diferente, con las dos carátulas impresas a cada lado de la funda interior. Los lanzamientos posteriores del álbum tendrían solo la imagen de la corbata y el pañuelo en la portada, sin las inserciones.
La edición en LP original del álbum es particularmente singular, porque se masterizó con dos surcos concéntricos en la cara B, de modo que se reproducía material diferente dependiendo de dónde se colocara la aguja sobre la superficie del disco. Por esta razón, a veces se le llama un disco de "tres caras". La grabación fue realizada por George "Porky" Peckham, quien se hizo conocido por grabar mensajes junto a los surcos finales. Este fue el primero de muchos álbumes de los Monty Python en llevar uno de estos llamados "Porky Prime Cuts", un breve mensaje en la cara B que dice: "PORKY - RAY ADVENTURE". Para confundir aún más al oyente, en las dos etiquetas iguales del disco figuraba el texto "DISCO GRATUITO. Regalado con la corbata y el pañuelo a juego de Monty Python - Lado 2". Solo los números de matriz permiten identificar cuál es la cara A y cuál es la cara B. El álbum no tenía una lista de canciones, convirtiéndose en una completa sorpresa para los oyentes, que podrían escuchar material que nunca antes habían escuchado, creando una auténtica confusión.
Dado que el disco tenía dos surcos concéntricos, estaban separados considerablemente, reduciendo a la mitad la duración del tiempo de reproducción. Las ediciones posteriores del vinilo incorporaron ambos surcos consecutivamente como pistas separadas, eliminando el doble surco. Lo mismo sucedió con las copias promocionales preparadas para las estaciones de radio, ya que fueron agrupadas para facilitar su radiodifusión. Sin embargo, cuando Virgin reeditó el álbum en el Reino Unido en 1985, se mantuvo el doble surco, pero con la pieza "Great Actors" trasladada desde el final de la primera cara al principio de la segunda, que antes comenzaba con "The Background To History". Esto significó que las "dos caras B" ya no tenían la misma duración, añadiéndose un largo silencio después del corte "Phone-In" al final de la "segunda" cara B.
El disco alcanzó el puesto 49 en la lista de álbumes del Reino Unido.
No se editó ningún disco sencillo del álbum en el Reino Unido, pero el tardío lanzamiento en los Estados Unidos (el primero del grupo en Arista) en 1975 fue promovido con un single de 7" titulado "The Single" (AS 0130), que constaba de tres cortes procedentes de las pistas del álbum ("Elefantoplastia", "Sra. Niggerbaiter" y "Pet Conversions"). Ambas caras del disco estaban etiquetadas como cara B, y una de ellas contenía "The Cheese Shop" en su totalidad.
La reedición de 2006 incluyó nuevos efectos de sonido en algunos cortes, así como cuatro temas adicionales inéditos, aunque databan de las sesiones del Contractual Obligation Album de 1980.
La reedición del LP de 2014 de Virgin Record Ltd. contiene la versión original del álbum sin temas adicionales. También recuperó los dos surcos concéntricos de la cara B. La nueva matriz fue grabada por Sean Magee, ingeniero de Abbey Road Studios.
La banda de post-punk Department S tomó el nombre de su sencillo de 1981 "Is Vic There?" de una línea de diálogo del corte final del álbum, titulado "Phone-In".

## Listado de pistas
Los siguientes temas proceden de producciones televisivas: "Dead Bishop", "Bruces", "Cheese Shop", "Boxing Tonight", "Mrs. Niggerbaiter", "Oscar Wilde" y "Pet Conversions". El resto son exclusivos de este álbum.

### Cara A: surco único
1. Election Forum
2. Dead Bishop
3. Elephantoplasty
4. Novel Writing
5. Word Association
6. Bruces
7. Bruces Song
8. Ralph Mellish
9. Doctor Quote
10. Cheese Shop
11. Wasp/Tiger Club
12. Great Actors

### Cara B: Surco uno
1. The Background to History
2. Record Shop
3. First World War Noises
4. Boxing Tonight

### Cara B: Surco dos
1. Mrs. Niggerbaiter
2. Oscar Wilde
3. Pet Conversions
4. Phone-In

### Temas adicionales de 2006
1. Psychopath
2. TelePrompter Football Results
3. Radio Tuning Radio 4: Announcer Graham Chapman / Radio Time Announcer Terry Jones
4. Radio Shop

## En las listas musicales
| Lista (1974/75)                            | Mejor posición |
| ------------------------------------------ | -------------- |
| Australia (Kent Music Report)              | 82             |
| Reino Unido (Compañía de Listas Oficiales) | 49             |

## Intérpretes
- Graham Chapman
- John Cleese
- Terry Gilliam
- Eric inactivo
- Terry Jones
- Michael Palin

### Artistas adicionales
- Carol Cleveland
- Neil Innes (música y voz en "The Background to History")

## Créditos musicales
La siguiente es la lista de obras musicales incluidas en el álbum. Comprenden una mezcla de música de biblioteca de Keith Prowse y De Wolfe, canciones de los Monty Python escritas por ellos mismos y música especialmente compuesta por Neil Innes, Andre Jacquemin y Dave Howman.
1. All Things Bright and Beautiful (C F Alexander/W H Monk arr. Python)
2. Saturday's Game (L. Stevens)
3. Bruces Song (Eric Idle)
4. Voodoo Victim (G. Vinter)
5. Terror by Night (H. Clifford)
6. Crowning Glory (K. Papworth)
7. Place Omadia (M. Plessas)
8. Days Work (M. McNought)
9. Sir Thomas Mortimer's Almand (G. Walters)
10. Oxon Song 1-3 (Neil Innes)
11. Funk Roll (Andre Jacquemin & Dave Howman)
12. Harmonica Solo "Trench Music" (Eric Idle)

## Premios

### Premios Grammy
| Año  | Premio                 | Resultado |
| 1976 | Mejor álbum de comedia | Nominado  |